# Finuídia
Finuídia (em latim: Finuidia; em sueco: Finnveden) ou Finheídia (em latim: Finheidia; em sueco: Finnheden) era uma das treze terras pequenas (semelhantes às folclândias da Uplândia) que se formaram a Esmolândia, na Suécia, e compreendia sua porção sudoeste.

## História

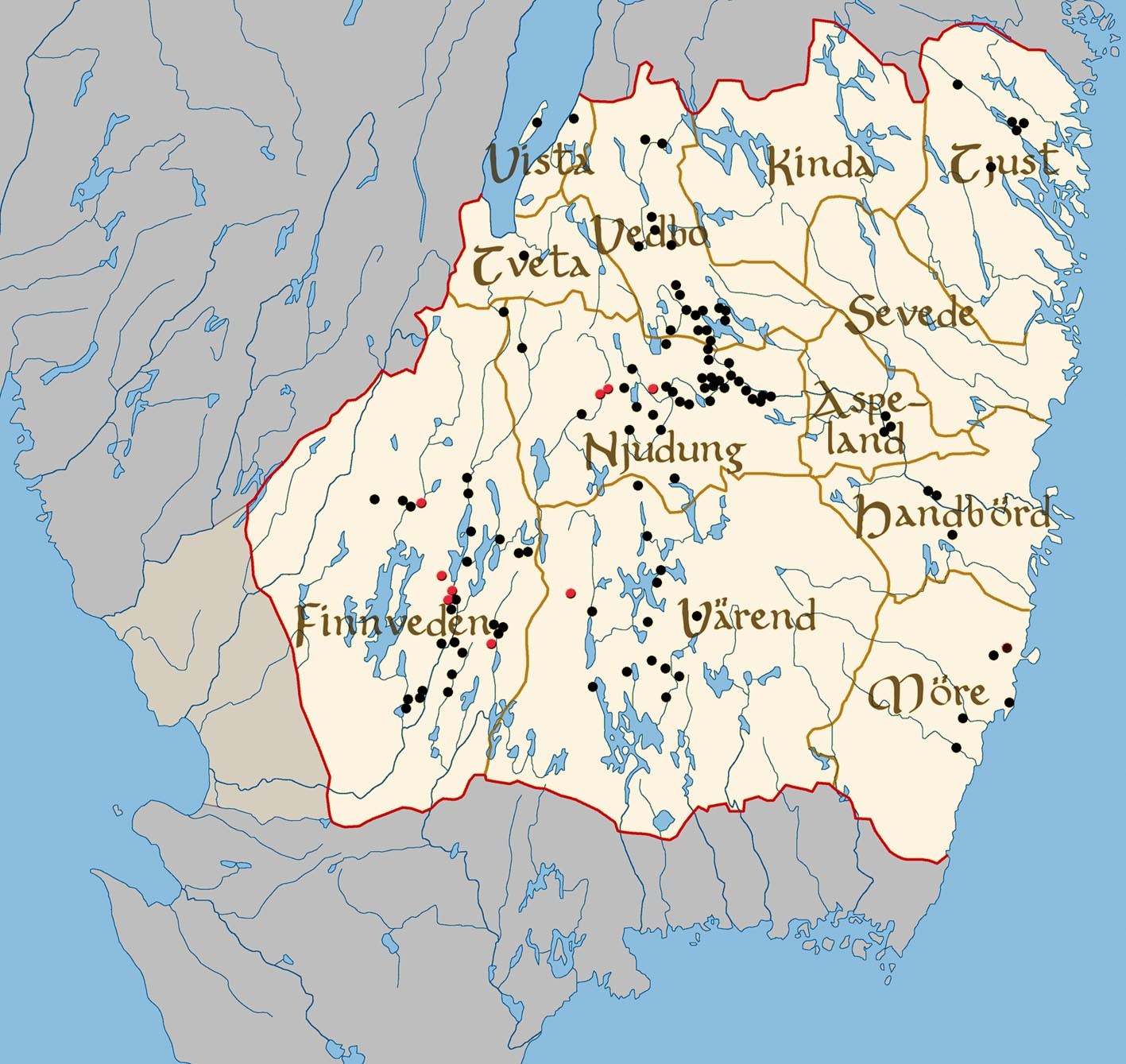
As pequenas terras da Esmolândia. Os pontos pretos e vermelhos marcam as pedras rúnicas da região

Finuídia era uma das treze terras pequenas (folclândias) que formaram a Esmolândia. Judicialmente, pertencia ao Distrito de Tio, que grosseiramente corresponde ao atual condado de Cronoberga e que se formou, no mais tardar, sob o rei Canuto I (r. 1167–1196). O lago Bolmen estava no coração da província e Bolmsö, uma grande ilha sua, era, historicamente, o ponto de encontro da ting local. Era subdivida em três hundredos: Sunderbo, Vestbo e Ostbo. Eclesiasticamente, pertenceu original à Diocese de Escara, mas depois ficou sob controle da Diocese de Lincopinga. Nela estava em vigor a Lei da Esmolândia e se sabe, através de evidência documental, que sua nobreza não fazia a devida observância do princípio comum de partilha de bens, havendo declarações de partilha apenas para o século XVII.
Foram achadas 32 pedras rúnicas em Finuídia. A Finuídia foi citada em três pedras rúnicas da Era Viquingue, duas na própria região e uma na área de Estocolmo, bem como pelo historiador bizantino do século VI Jordanes que, ao falar da Escandza (Escandinávia) cita os finaítas (finnaithae), o povo de Finuídia. Túmulos com cremação com armas da Idade do Ferro e Era Viquingue foram encontrados na Finuídia e se assemelham aos da Gotalândia e Suelândia. Outrossim, tais túmulos eram uniformes e estavam coincidentemente colocados nas fronteiras de Finuídia. Fragmentos da cerâmica produzida nas costas do mar Báltico chegou na região no século XI e foi mantida até o começo do XIII.
Na Idade Média, foi sede de ao menos um husaby (fazendas diferenciadas por suas casas). Em 1248, Birger e o rei Érico XI deram um alqueire do dízimo de Niudúngia e Finuídia ao mosteiro onde o "bispo Culão àquela época era cancelário real". Entre 1349-1350, quando a Peste Negra atingiu a Suécia, há registro da doações de bens da Finuídia às instituições religiosas. 